# Schlacht von Romani
1915: Suezkanal
1916: Romani – Magdhaba
1917: Rafah – Gaza (1) – Gaza (2) – Patt an der Palästinafront – Beerscheba – Tel el Khuweilfeh – Gaza (3) – El Mughar – Jerusalem
1918: Jericho – Tell ’Asur – Jordan (1) – Jordan (2) – Abu Tellul – Megiddo
Die Schlacht von Romani fand vom 3. bis 5. August 1916 bei Romani auf der Sinai-Halbinsel statt. Bei der Schlacht griffen osmanische Verbände Stellungen der im Vormarsch befindlichen Briten an. Der Angriff endete mit dem Rückzug der osmanischen Truppen nach schweren Verlusten.

## Hintergrund
Im Kriegsjahr 1916 wurde zum Schutz des von den osmanischen Truppen bedrohten Suezkanals am 10. März die Egyptian Expeditionary Force unter General Archibald Murray etabliert, als Generalstabschef fungierte General Arthur Lynden-Bell.
Die Ententestreitkräfte rückten über die Küstenroute von Ägypten über den Sinai mit dem Endziel Palästina vor. Die osmanischen Truppen hatten bereits im April 1916 einen erfolgreichen Störangriff bei Qatiya durchgeführt. Der osmanische Oberkommandierende für den Kriegsschauplatz, Cemal Pascha, hatte sich einen erneuten Angriff mit dem Endziel, den Suezkanal zu bedrohen, zum Ziel gesetzt.

## Verlauf

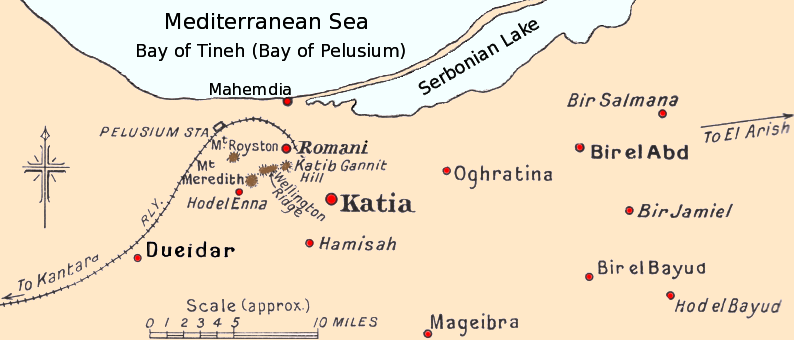
Skizze zum Operationsraum

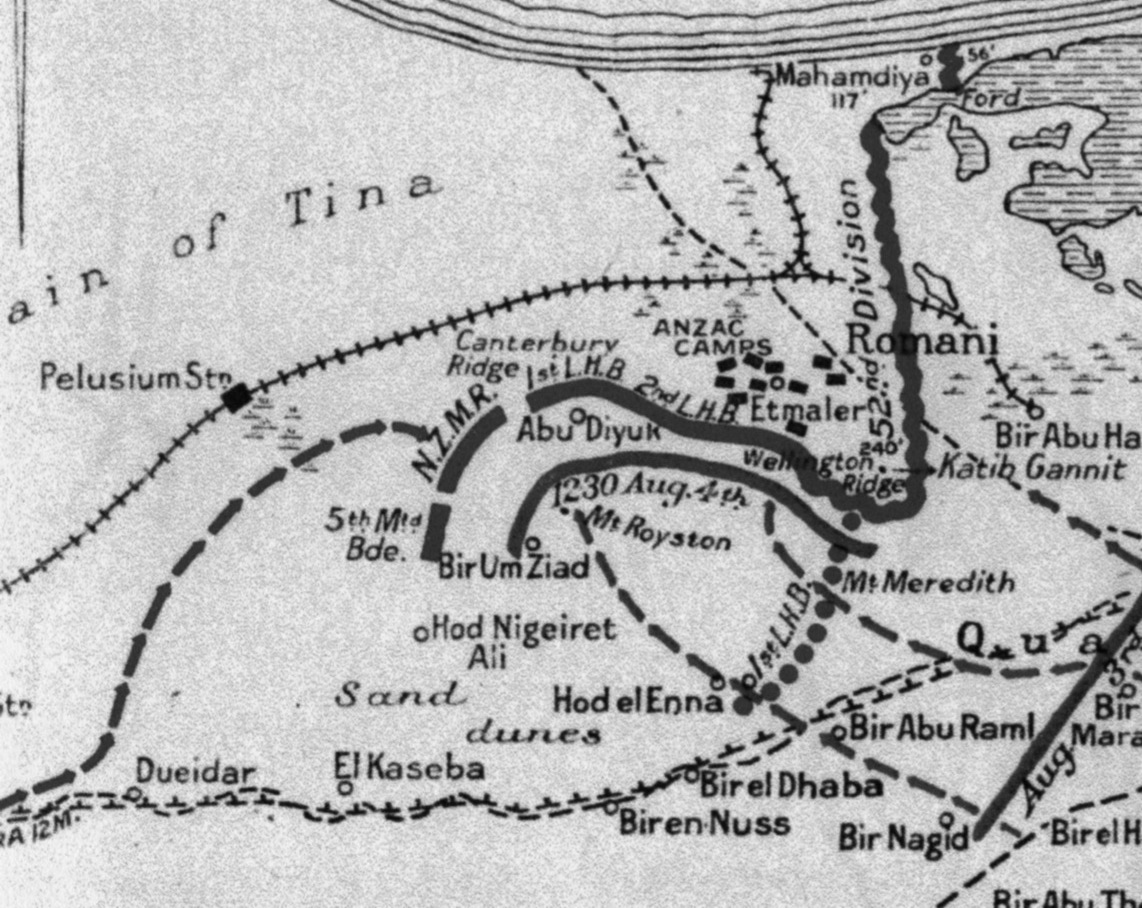
Die Front in der Schlacht von Romani

Am 3. August 1916 begann ein osmanischer Verband aus rund 16.000 Soldaten den Angriff auf die britischen Stellungen, die von der 52nd (Lowland) Division (Generalleutnant H. A. Lawrence) und der ANZAC Mounted Division (Generalmajor Chauvel) gehalten wurden.
Der Angriff erfolgte gleichzeitig mit der Rückkehr einer ANZAC-Patrouille. Dadurch erzielten die osmanischen Streitkräfte einen Überraschungseffekt und konnten ein Kavallerieregiment fast vollständig einschließen. Nachdem die britischen Kräfte sich vom anfänglichen Schock des Angriffs erholt hatten, führten sie Reserven heran und erreichten nach und nach das Übergewicht in den Kämpfen. Dies veranlasste den Kommandeur der osmanischen Truppen Kreß zu Kressenstein, sich aus dem Gefecht zu lösen und den Rückzug Richtung al-Arisch anzutreten. Beim Rückzug blieben mehrere hundert Soldaten in isolierten kleinen Einheiten zurück, welche im Verlauf der Schlacht kapitulierten. Die britischen Kräfte versuchten die osmanischen Truppen mit Flugzeugen und Bodentruppen zu verfolgen. Den osmanischen Truppen gelang jedoch mittels Gegenangriffen ein geordneter Rückzug, inklusive ihrer Artillerie.

## Folgen
Die osmanische Seite verzeichnete 1500 Tote und rund 4000 Kriegsgefangene. Die britische Seite gab 200 Tote und 900 Verwundete als Verluste an. Die Schlacht von Romani war die letzte Angriffsoperation des osmanischen Heeres im Sinaifeldzug, danach ging die Initiative an die Ententestreitkräfte über. Unmittelbar danach begannen die Briten mit der schrittweisen Rückeroberung der Sinai-Halbinsel und konnten infolge der Schlacht von Magdhaba (28. Dezember 1916) die Grenzfestungstadt al-Arisch einnehmen. An der neu entstandenen Palästinafront verteidigte im Frühjahr 1917 die Osmanische 4. Armee unter Ahmet Cemal Pascha. Der Vormarsch der britischen Truppen wurden erst an der Linie zwischen Gaza und Tell el Sheria gestoppt.